# Giorgio Moroder
Giovanni Giorgio Moroder (Val Gardena, Bolzano, Italia; 26 de abril de 1940) es un DJ, cantante, compositor y productor musical italiano que innovó en la llamada música disco, especialmente por la incorporación de sintetizadores y cajas de ritmos, convirtiéndose en una gran influencia para la música de baile posteriormente conocida como música techno y también de la aparición de nuevas variantes musicales del disco, tales como el eurodisco y el hi-NRG. Tres veces ganador del Premio Óscar como compositor, es particularmente conocido como productor musical de Donna Summer. Canciones como Love to Love You Baby y I Feel Love (con su poderoso uso de sintetizadores, clavinet y caja de ritmos) son célebres y muy reproducidas por grupos incluso en estos días.[cita requerida]

## Carrera
Moroder nació el 26 de abril de 1940 en Val Gardena, Trentino-Alto Adigio, Italia. La madre de Moroder lo llamaba «Hans-Jörg» (en alemán: ['hansjœʀk mɔ'ʀoːdɐ]), la versión alemana de su primer y segundo nombre, ya que en su infancia vivía en un entorno donde dominaban una mezcla de habla germana, italiana y ladina, situados en el norte de Italia, cerca de la frontera con Austria.
A principios de la década de los 70 del siglo XX trabajaba en Alemania con Pete Bellotte produciendo en conjunto. Ambos conocieron a una joven cantante estadounidense: LaDonna Adrian Gaines (posteriormente Donna Summer), quien subsistía con trabajos como corista y actriz de musicales. Fruto del trabajo con ellos surgieron los álbumes Lady of the Night y Love to Love You Baby, el último de los cuales inicia con la canción homónima de corte erótico "Love to Love You Baby". Esta colaboración con Moroder la convertiría en reina de la música disco y en una artista con gran influencia en el género dance actual.
En 1978 Moroder grabó "The Chase", tema de la película El expreso de medianoche, por la cual obtuvo el Óscar a la mejor banda sonora. Entre 1977 y 1979 lanzó el álbum From Here to Eternity. 
En 1979 produjo su álbum E=MC² que sentó un precedente en tecnología: fue el primero en grabarse en forma digital utilizando samplers, sequencers, teclados modulares, vocoders, marcando un antes y un después en la música techno. Si Kraftwerk experimentaba con sonidos electrónicos sintéticos, Moroder lo hacía para producir música bailable.
Fue el fundador de Musicland Studios (1970-1990) en Múnich, que fue la casa editora de cantantes del nivel de Led Zeppelin, Electric Light Orchestra, Queen y Elton John durante gran parte de las décadas de 1980 y 1990.
También produjo melodías disco para el grupo femenino The Three Degrees, además ejerció de productor y/o compositor para artistas como Madleen Kane, Olivia Newton-John, Melissa Manchester, Debbie Harry, Nina Hagen, Sigue Sigue Sputnik, David Bowie, etc.
En la década de 1980, produjo música para las bandas sonoras de muchas películas, como The Never Ending Story, Cat People (con el tema central cantado por David Bowie), American Gigolo (su tema central Call Me, compuesto por Moroder y Debbie Harry fue un éxito para el grupo de esta, Blondie), y Scarface, entre otras.
En 1983 la película Flashdance recibió el Óscar a la mejor canción interpretada por la cantante estadounidense Irene Cara por su canción What a Feeling.
En 1984 compuso la banda sonora del filme Electric Dreams, cuyo tema homónimo, cantado por Philip Oakey (líder de The Human League) tuvo cierto éxito comercial. 
El mismo año, produjo la restauración del clásico de cine mudo Metrópolis. Esta versión editada y modificada, incluía el coloreado de escenas y por supuesto una moderna banda sonora que además de efectos electrónicos y pasajes instrumentales y sintéticos creados por Moroder, contaba con canciones originales interpretadas por Jon Anderson, Bonnie Tyler, Freddie Mercury, Pat Benatar, Adam Ant, Billy Squier y Loverboy. 
En 1986 su canción Take My Breath Away tema principal del filme Top Gun e interpretada por la banda new wave Berlín también recibió el Óscar a la mejor canción.
También compuso el tema Sangre, sudor y lagrimas para la película interpretada por Sylvester Stallone Yo el Halcón (Over the Top).
Escribió los temas oficiales para los Juegos Olímpicos de Los Ángeles 1984, los Juegos Olímpicos de Seúl 1988 y la Copa Mundial de Fútbol de 1990.
En el año 2004, Moroder fue homenajeado en el Dance Music Hall of Fame, en Nueva York, por su sobresaliente trabajo como productor. Luego, en el 2005 fue condecorado por el presidente de Italia con el grado honorífico de Commendatore.
En 2012 mediante una entrevista confirmó su participación en el nuevo álbum de estudio del grupo francés Daft Punk, titulado Random Access Memories.
El 3 de abril de 2013 se reveló la primera entrevista en el episodio 1 de «The Collaborators» en el sitio web del nuevo trabajo del dúo francés Daft Punk, donde dio a conocer anécdotas sobre sus inicios y su admiración por el grupo anfitrión.
El 13 de mayo del mismo año se publicó mediante iTunes íntegramente en escucha gratuita por tiempo limitado el nuevo álbum Random Access Memories de Daft Punk, 8 días antes de salir a la venta, en la que la letra de la tercera pista titulada Giorgio by Moroder corresponde a fragmentos de la entrevista anteriormente mencionada brindada por el propio Moroder, en el episodio 1 de "The Collaborators", juntamente con la música elaborada con sintetizadores propia del dúo francés y el compositor italiano.
En noviembre de 2014, se anunció que Moroder lanzaría un nuevo álbum en la primavera de 2015 en el hemisferio norte, llamado «Déjà Vu» con la participación de artistas como Britney Spears, Kylie Minogue, Sia, Charli XCX, Mikky Ekko, Foxes, entre otros. El mismo día fue lanzada la canción que da título al álbum. El 16 de enero de 2015 llegó a la internet la canción con Minogue llamada Right Here, Right Now, y fue lanzada cuatro días más tarde, con su clip siendo estrenado el 2 de febrero.
En la actualidad, vive en la ciudad de Beverly Hills, en Los Ángeles junto a su hijo Alex. Su esposa, Francisca Gutiérrez, falleció el año 2022.

## Discografía

### Álbumes

#### Álbumes de estudio
- 1969 - That's Bubble Gum - That's Giorgio
- 1970 - Giorgio
- 1972 - Son of My Father
- 1973 - Giorgio's Music
- 1973 - Spinach 1 (con Michael Holm)
- 1975 - Einzelgänger
- 1976 - Knights in White Satin
- 1977 - From Here to Eternity
- 1978 - Love's in You, Love's in Me
- 1979 - E=MC2
- 1983 - Solitary Men (con Joe Esposito)
- 1985 - Innovisions
- 1985 - Philip Oakey & Giorgio Moroder
- 1990 - To Be Number One (como Giorgio Moroder Project)
- 1992 - Forever Dancing
- 2015 - Déjà Vu

#### Bandas sonoras
- 1978 - El expreso de medianoche
- 1980 - American Gigolo
- 1978 - Battlestar Galactica
- 1980 - Foxes
- 1982 - El beso de la pantera
- 1983 - Flashdance
- 1983 - Scarface
- 1983 - Superman III
- 1983 - D.C. Cab
- 1984 - Electric Dreams
- 1984 - La historia interminable
- 1984 - Metrópolis
- 1984 - Juegos Olímpicos de Los Ángeles: Reach Out por Paul Engemann
- 1986 - Top Gun: "Take my Breath Away" por Berlin
- 1987 - Yo, el halcón
- 1988 - Mamba/Fair Game
- 1988 - Another Way
- 1988 - Juegos Olímpicos de Seúl: Hand in Hand por Koreana
- 1990 - The NeverEnding Story II: The Next Chapter
- 1990 - Copa Mundial de Fútbol Italia 1990: Un'estate Italiana por Gianna Nannini y Edoardo Bennato
- 2006 - Scarface: The World is Yours
- 2016 - Tron RUN/r
- 2019 - Queen of the south

## Premios y nominaciones
Premios Óscar
| Año  | Categoría                   | Canción                        | Película                 | Resultado |
| ---- | --------------------------- | ------------------------------ | ------------------------ | --------- |
| 1979 | Mejor banda sonora original | -                              | El expreso de medianoche | Ganador   |
| 1984 | Mejor canción original      | «Flashdance... What a Feeling» | Flashdance               | Ganador   |
| 1987 | Mejor canción original      | «Take My Breath Away»          | Top Gun                  | Ganador   |